# Cufundar mic

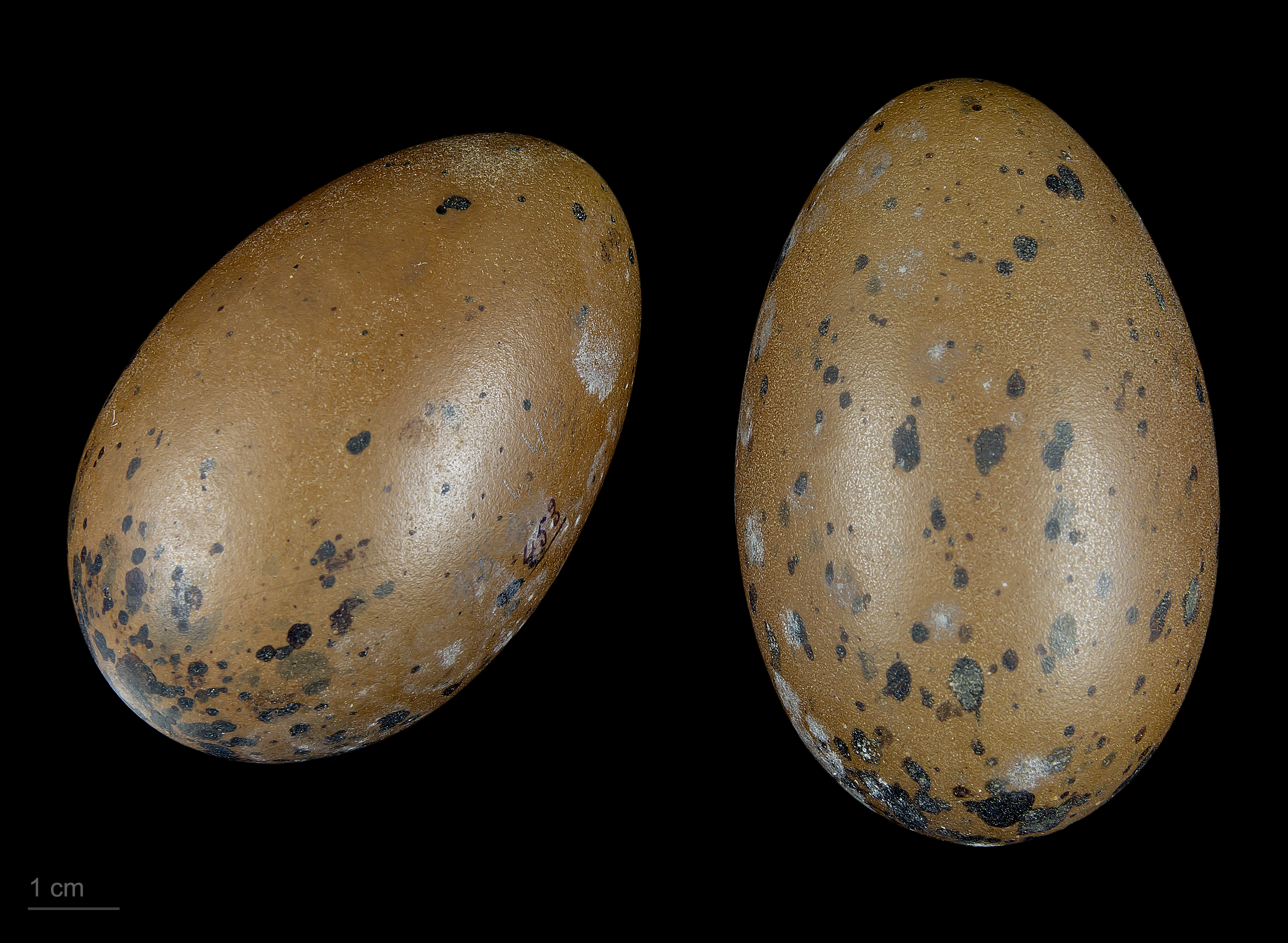
Ouă de cufundar mic - MHNT

Cufundarul mic (Gavia stellata) este o pasăre migratoare acvatică din regiunile temperate ale emisferei nordice. Este cel mai mic și răspândit membru al familiei cufundătorilor.
Are între 55 și 67 cm lungime. Cufundarul mic este greu observat în timpul iernii, datorită nuanței gri de pe penele de deasupra și celor albe din partea de jos a corpului. În perioada împerecherii dobândește o culoare roșiatică pe gât (în limba engleză fiind numit Red-throated Diver). Este mâncător de pește, însă consumă câteodată și plante.

## Descriere
Cufundarul mic este membru al speciei cufundatoriilor cu o lungime a corpului cuprinsă între 55–67 cm, cu o deschidere a aripilor de 91–110 cm și are o greutate de aproximativ 1,4 kg. Masculii și femelele arată similiar, doar că masculii au tendința sș fie mai lați și mai grei.
Penajul de iarnă este mai deschis decât al cufundarului polar, cu mai puțin gri pe partea posterioară a gâtului, iar ochiul de obicei este înconjurat de un alb curat; spatele este stropit cu puncte mici albe iar flancurile corpului sunt de culoare închisă.

## Comportament și localizare
Cuibărește în nordul Europei (în general la 50°N) pe bălți și lacuri mici. Deseori zboară pe distanțe mari spre lacuri mai întinse sau pe mare pentru a pescui. Iernează deobicei pe mare. Când înoata își ține deseori capul și ciocul (subțire și ușor arcuit în sus) îndreptate în sus. Vara e ușor de recunoscut după gâtul maro-roșiatic. În zbor se aseamănă cu cufundarul polar (Gavia arctica), dar poate fi diferențiat pe baza picioarelor mai puțin proeminente, a spatelui mai bombat, a gâtului încovoiat, a bătăilor din aripi mai rapide și a aripilor îndoite mult spre înapoi. Masculul emite un strigăt nupțial puternic repetat: "oo-orrr" acompaniat de cel al femelei mai puternic și mai ascuțit "arroo-arroo-arroo". Totodată emite un strigăt plângăreț "eeeh". Strigătul cel mai frecvent auzit se aseamănă cu sunetele rapide emise de gâscă în zbor "gac-gac-gac-gac".
În zbor poate atinge viteza de până la 78 km/h.
Ca și ceilalți membri ai familiei cufundătorilor, cufundarul mic își pierde penele dintr-o dată, devenind astfel incapabil să mai zboare pentru 3-4 săptămâni. Spre deosebire de ceilalți membrii ai familiei cufundătorilor care își pierd capacitatea de a zbura la sfârșitul iernii, cufundarul mic își pierde capacitatea de a mai zbura începând cu luna august până în noiembrie.

## Împerecherea
Ambii, atât masculul cât și femela, participă la construirea cuibului. Cuibul este de obicei o platformă ușor adâncită (câteodată din noroi și plante). Femela depune două ouă care sunt incubate între 24 și 29 de zile tot de către femelă. Ouăle au o culoare verzuie sau una maroniu-măslinie, pătate cu negru și măsoară aproximativ 75 x 46 milimetri iar masa este de 83 de grame, din care 8% este coaja. Incubația ouălor începe după depunere. Puii de cufundar mic sunt hrăniți de ambii părinți, la început cu nevertebrate iar mai apoi cu pești mici pe o perioadă cuprinsă între 38-48 de zile. După această perioadă, masculul și femela îi vor neglija pe pui pentru a-i îndepărta de cuib.